# هوقل مريامي
هوقل مريامي (الاسم العلمي: Spermophilus canus) (بالإنجليزية: Merriam's Ground Squirrel)‏ هو نوع من الحيوانات يتبع جنس الهوقل من فصيلة سنجابية.